# Claoxylon pubescens
Claoxylon pubescens är en törelväxtart som beskrevs av Eduardo Quisumbing y Argüelles. Claoxylon pubescens ingår i släktet Claoxylon och familjen törelväxter.
Artens utbredningsområde är Filippinerna. Inga underarter finns listade i Catalogue of Life.